# Hans Kracke
Hans Kracke (* 13. Juli 1910 in Frankfurt am Main; † 1. Januar 1989 in Pforzheim) war ein deutscher Musiker und Komponist.

## Leben
Hans Kracke studierte die Fächer Musikwissenschaft, Germanistik und Pädagogik sowie im Anschluss Klavier, Komposition, Dirigieren und Musikerziehung. Darauf folgten erfolgreiche Jahre als Kapellmeister und Chordirektor, beispielsweise in Frankfurt am Main, Düsseldorf, Graz und Wilhelmshaven. Am 5. Juli 1937 beantragte er die Aufnahme in die NSDAP und wurde rückwirkend zum 1. Mai desselben Jahres aufgenommen (Mitgliedsnummer 5.226.192). Während des Zweiten Weltkrieges unterrichtete Kracke auch an der von den Nationalsozialisten nach dem sogenannten Anschluss Österreichs gegründeten Hochschule für Musikerziehung in Graz-Eggenberg. Ab 1945 wirkte er zunächst als Dozent an der Musikhochschule in Karlsruhe, danach unterrichtete er als Dozent an der Akademie für Musik in Darmstadt. Hier lehrte er Klavier, Theorie/Komposition. Darüber hinaus konzertierte er als Solist (Pianist und Begleiter) und als Dirigent sowie als Interpret seines eigenen kompositorischen Schaffens. Hierbei spielte die Chormusik eine ganz besondere Rolle. Ab 1963 war Kracke wieder als Dozent in Frankfurt am Main am Dr. Hoch’schen Konservatorium sowie an der Chorleiterschule tätig.

## Werke (Auswahl)
- John Peel. Volkslied aus Schottland. Für 4-stimmigen gemischten Chor.
- König Dagobert. Volkslied aus Frankreich. Für 4-stimmigen gemischten Chor.